# Чернявщинська сільська рада
| Чернявщинська сільська рада — орган місцевого самоврядування у Юр'ївському районі Дніпропетровської області з адміністративним центром в селі Чернявщина. Чернявщинська сільська рада розташована в північній частині Юр'ївського району Дніпропетровської області, за 25 км від районного центру, на лівому березі річки Оріль. Сільській раді підпорядковані населені пункти: - c. Чернявщина - с. Терни - с. Чорноглазівка - с. Яблунівка |

## Склад ради
Рада складається з 16 депутатів та голови.

## Керівний склад сільської ради
| ПІБ                     | Основні відомості                                                                         | Дата обрання | Дата звільнення |
| ----------------------- | ----------------------------------------------------------------------------------------- | ------------ | --------------- |
| Маркова Лілія Андріївна | Сільський голова, 1966 року народження, освіта, член Всеукраїнського об'єднання «Громада» | 26.03.2006   | 31.10.2010      |
| Маркова Ліля Андріївна  | Сільський голова, 1966 року народження, освіта вища, член Партії регіонів                 | 31.10.2010   |                 |

Примітка: таблиця складена за даними джерела

## Соціальна сфера
На території сільської ради знаходяться такі об'єкти соціальної сфери:
- Чорнявщинська СЗОШ;
- Чернявщинський дошкільний навчальний заклад «Калинка»;
- Чернявщинська дільнична лікарня;
- Чорноглазівський фельдшерський медичний пункт;
- Тернівський фельдшерський медичний пункт;
- Чернявщинський сільський клуб;
- Чорноглазівський сільський клуб;
- Чернявщинська сільська бібліотека;
- Чорноглазівська сільська бібліотека.